# Элементарные преобразования матрицы
Элементарные преобразования матрицы — такие преобразования матрицы, в результате которых сохраняется эквивалентность матриц. Таким образом, элементарные преобразования не изменяют множество решений системы линейных алгебраических уравнений, которую представляет эта матрица.
Элементарные преобразования используются в методе Гаусса для приведения матрицы к треугольному или ступенчатому виду.

## Определение
Элементарными преобразованиями строк называют:
- перестановку местами любых двух строк матрицы;
- умножение любой строки матрицы на обратимую ненулевую константу {\displaystyle k};
- прибавление к любой строке матрицы другой строки, умноженной на некоторую константу.

В некоторых курсах линейной алгебры перестановка строк матрицы не выделяется в отдельное элементарное преобразование в силу того, что перестановку местами любых двух строк матрицы можно получить, используя остальные элементарные преобразования из списка выше.
Аналогично определяются элементарные преобразования столбцов.
Элементарные преобразования обратимы.
Обозначение {\displaystyle A\sim B} указывает на то, что матрица {\displaystyle A} может быть получена из {\displaystyle B} путём элементарных преобразований (или наоборот).

## Свойства

### Инвариантность ранга при элементарных преобразованиях
|  | Теорема (об инвариантности ранга при элементарных преобразованиях). Если {\displaystyle A\sim B}, то {\displaystyle \mathrm {rang} A=\mathrm {rang} B}. |

### Эквивалентность СЛАУ при элементарных преобразованиях
Назовём элементарными преобразованиями над системой линейных алгебраических уравнений:
- перестановку уравнений;
- умножение уравнения на ненулевую константу;
- сложение одного уравнения с другим, умноженным на некоторую константу.

То есть элементарные преобразования над её расширенной матрицей. Тогда справедливо следующее утверждение:
|  | Теорема (об эквивалентности систем уравнений при элементарных преобразованиях). Система линейных алгебраических уравнений, полученная путём элементарных преобразований над исходной системой, эквивалентна ей. |

Напомним, что две системы называются эквивалентными, если множества их решений совпадают.

### Нахождение обратных матриц
|  | Теорема (о нахождении обратной матрицы). Пусть определитель матрицы {\displaystyle A_{n\times n}} не равен нулю, пусть матрица {\displaystyle B} определяется выражением {\displaystyle B=[A\|E]_{n\times 2n}}. Тогда при элементарном преобразовании строк матрицы {\displaystyle A} к единичной матрице {\displaystyle E} в составе {\displaystyle B} одновременно происходит преобразование {\displaystyle E} к {\displaystyle A^{-1}}. |

### Приведение матриц к ступенчатому виду
Просмотреть статью: Ступенчатый вид по строкам
Введём понятие ступенчатых матриц:
Матрица {\displaystyle A} имеет ступенчатый вид, если:
1. Все нулевые строки матрицы {\displaystyle A} стоят последними;
2. Для любой ненулевой строки матрицы {\displaystyle A} (пусть для определённости её номер равен {\displaystyle k}) справедливо следующее: если {\displaystyle a_{kj}} — первый ненулевой элемент строки {\displaystyle k}, то {\displaystyle \forall i,l:\;i>k,\;l\leq j\quad a_{il}=0}.

Тогда справедливо следующее утверждение:
|  | Теорема (о приведении матриц к ступенчатому виду). Любую матрицу путём элементарных преобразований только над строками можно привести к ступенчатому виду. |

## Связанные определения
Элементарная матрица. Матрица А является элементарной, если умножение на неё произвольной матрицы В приводит к элементарным преобразованиям строк в матрице В.